# Sân bay quốc tế Newark Liberty
Sân bay quốc tế Newark Liberty (mã sân bay IATA: EWR, mã sân bay ICAO: KEWR, mã FAA LID: EWR) là một sân bay quốc tế phục vụ vùng đô thị New York, tiểu bang New York, Hoa Kỳ, cách trung tâm thành phố New York 25 km. Năm 2009, sân bay này đã phục vụ 33,1 triệu lượt khách, đây là sân bay bận rộn thứ nhì trong các sân bay của Thành phố New York, trước sân bay LaGuardia (phục vụ 24 triệu năm 2010 và sau sân bay quốc tế John F. Kennedy (phục vụ 46,5 triệu lượt trong năm 2010). Tổng cộng, có khoảng 104 triệu hành khách sử dụng các sân bay khu vực sân bay New York vào năm 2010, làm cho khu vực hệ thống sân bay khu vực New York bận rộn nhất tại Hoa Kỳ bởi số lượng hành khách và thứ hai thế giới sau khu vực London. Tính theo số lượt chuyến (số lượng máy bay cất cánh và hạ cánh) thì các sân bay khu vực này là "sân bay là hệ thống bận rộn nhất của thế giới, với các sân bay London xếp hạng thứ hai.
Newark sân bay đã là sân bay lớn đầu tiên tại Hoa Kỳ  và là sân bay bận rộn nhất khu vực đô thị New York-New Jersey tính theo số lượng các chuyến bay. Sân bay này được điều hành bởi Cơ quan Cảng New York và New Jersey, cũng quản lý của khu vực hai sân bay lớn khác, sân bay quốc tế John F. Kennedy (JFK) và sân bay LaGuardia (LGA), cũng như ba sân bay nhỏ hơn, sân bay quốc tế Stewart, sân bay Teterboro, sân bay trực thăng trung tâm Manhattan.
Newark Liberty là trung tâm lớn thứ hai của hãng Continental Airlines, sau sân bay liên lục địa George Bush ở Houston, Texas. Continental Airlines là hãng sử dụng lớn nhất ở sân bay này (điều hành tất cả các ga C và một phần của thiết bị đầu cuối). Chủ yếu là do trung tâm này hoạt động lớn, Continental Airlines là hãng hàng đầu trong thị trường New York. Một khi việc sáp nhập giữa Continental và United Airlines hoàn tất, Newark Liberty sẽ là trung tâm vận chuyển lớn thứ ba của United Airlines sau Houston và Chicago. Hãng hàng không hoạt động lớn thứ nhì tại sân bay là FedEx Express, hãng có trung tâm hàng hóa lớn thứ ba trung tâm sử dụng ba công trình kiến trúc trên 2.000.000 foot vuông.

## Hãng hàng không và điểm đến
Hành khách
| Aer Lingus                                            | Dublin |
| Aer Lingus operated by ASL Airlines Ireland           | Seasonal: Dublin |
| Air Canada                                            | Calgary, Toronto–Pearson, Vancouver |
| Air Canada Express                                    | Montréal–Trudeau, Ottawa, Toronto–Pearson |
| Air China                                             | Beijing–Capital |
| Air India                                             | Ahmedabad,[44] Delhi, London–Heathrow,[44] Mumbai |
| Alaska Airlines                                       | Portland (OR), San Diego, San Jose (CA), Seattle/Tacoma |
| Allegiant Air                                         | Asheville, Cincinnati, Knoxville, Savannah Seasonal: Fort Walton Beach[45] |
| American Airlines                                     | Charlotte, Chicago–O'Hare, Dallas/Fort Worth, Miami, Phoenix–Sky Harbor |
| American Eagle                                        | Chicago–O'Hare |
| Austrian Airlines                                     | Vienna |
| Avianca El Salvador                                   | San Salvador (resumes November 17, 2017)[46] |
| British Airways                                       | London–Heathrow |
| Cathay Pacific                                        | Hong Kong |
| Delta Air Lines                                       | Amsterdam, Atlanta, Detroit, Minneapolis/St. Paul, Paris–Charles de Gaulle, Salt Lake City |
| Delta Connection                                      | Cincinnati, Detroit, Minneapolis/St. Paul, Raleigh/Durham |
| El Al                                                 | Tel Aviv–Ben Gurion |
| Elite Airways                                         | Vero Beach (FL) Seasonal: Biminia[47] |
| Emirates                                              | Athens, Dubai–International |
| Ethiopian Airlines                                    | Addis Ababa, Lomé |
| Icelandair                                            | Reykjavík–Keflavík |
| JetBlue Airways                                       | Boston, Fort Lauderdale, Fort Myers, Orlando, San Juan, Santiago de los Caballeros, Tampa, West Palm Beach Seasonal: Barbados |
| La Compagnie                                          | Paris–Charles de Gaulle |
| LOT Polish Airlines                                   | Rzeszów, Warsaw–Chopin[48] |
| Lufthansa                                             | Düsseldorf, Frankfurt, Munich |
| Norwegian Air Shuttle operated by Norwegian Long Haul | Barcelona, Paris–Charles de Gaulle (begins February 28, 2018),[49] Rome–Fiumicino (begins November 9, 2017)[50] |
| OpenSkies                                             | Paris–Orly |
| Porter Airlines                                       | Toronto–Billy Bishop |
| Primera Air                                           | Birmingham (UK) (begins May 18, 2018),[51] London–Stansted (begins April 19, 2018),[51] Paris–Charles De Gaulle (begins May 18, 2018)[51] |
| Scandinavian Airlines                                 | Copenhagen, Oslo–Gardermoen, Stockholm–Arlanda |
| Southwest Airlines                                    | Austin, Chicago–Midway, Denver, Fort Lauderdale, Indianapolis, Oakland (resumes April 8, 2018),[52]Orlando, Phoenix–Sky Harbor, San Diego, San Juan, St. Louis |
| Spirit Airlines                                       | Fort Lauderdale, Houston–Intercontinental, Las Vegas (begins November 9, 2017),[53] Myrtle Beach, New Orleans (begins November 9, 2017),[53] Orlando |
| Swiss International Air Lines                         | Zürich |
| TAP Portugal                                          | Lisbon, Porto |
| United Airlines                                       | Aguadilla, Amsterdam, Antigua, Aruba, Asheville, Atlanta, Austin, Barcelona, Beijing–Capital, Berlin–Tegel, Bermuda, Birmingham (UK) (ends October 5, 2017),[54] Bogotá, Buenos Aires–Ezeiza (resumes October 28, 2017),[55] Bonaire, Boston, Brussels, Cancún, Charleston (SC), Charlotte, Chicago–O'Hare, Cleveland, Dallas/Fort Worth, Delhi, Denver, Detroit, Dublin, Edinburgh, Fort Lauderdale, Fort Myers, Frankfurt, Geneva, Guatemala City, Hartford, Havana, Hong Kong, Honolulu, Houston–Intercontinental, Knoxville, Las Vegas, Lima, Lisbon, London–Heathrow, Los Angeles, Madrid, Manchester (UK), Mexico City, Miami, Milan–Malpensa, Minneapolis/St. Paul, Montego Bay, Mumbai, Munich, Nashville, Nassau, New Orleans, Norfolk, Orange County, Orlando, Panama City, Paris–Charles de Gaulle, Phoenix–Sky Harbor, Port of Spain, Portland (OR), Providenciales, Puerto Plata, Puerto Vallarta, Punta Cana, Raleigh/Durham, Rome–Fiumicino,[56] Sacramento, Salt Lake City, San Antonio, San Diego, San Francisco, San Jose (CA), San José de Costa Rica, San José del Cabo, San Juan, San Pedro Sula, Santo Domingo–Las Américas, Santiago de los Caballeros, São Paulo–Guarulhos, Seattle/Tacoma, Shanghai–Pudong, St. Lucia–Hewanorra, St. Maarten, Tampa, Tel Aviv–Ben Gurion, Tokyo–Narita, Washington–Dulles, West Palm Beach, Zürich Seasonal: Anchorage, Athens, Belize City, Bozeman, Cozumel, Eagle/Vail, Glasgow,[57] Grand Cayman, Hamburg, Hayden/Steamboat Springs, Jackson Hole, Liberia (CR), Montrose, Myrtle Beach, Porto (begins May 4, 2018),[58] Reykjavík–Keflavík (begins May 23, 2018),[58] San Salvador, Sarasota, Savannah, Shannon,[59] Stockholm–Arlanda, St. Kitts, St. Thomas, Vancouver, Venice–Marco Polo |
| United Express                                        | Akron/Canton, Albany, Asheville, Atlanta, Austin, Baltimore, Bangor, Boston, Buffalo, Burlington (VT), Charleston (SC), Charlotte, Chattanooga, Chicago–O'Hare, Cincinnati, Cleveland, Columbus–Glenn, Dallas/Fort Worth, Dayton, Des Moines, Detroit, Fayetteville/Bentonville, Fort Wayne, Grand Rapids, Greensboro, Greenville/Spartanburg, Halifax, Hartford, Indianapolis, Ithaca, Jacksonville (FL), Kansas City, Knoxville, Lexington (KY), Louisville, Madison, Manchester (NH), Memphis, Milwaukee, Minneapolis/St. Paul, Montréal–Trudeau, Nashville, New Orleans, Norfolk, Oklahoma City, Omaha, Ottawa, Pittsburgh, Portland (ME), Providence, Québec City, Raleigh/Durham, Richmond, Rochester (NY), St. Louis, Savannah, South Bend, Syracuse, Toronto–Pearson, Washington–Dulles, Washington–National, West Palm Beach, Wilkes–Barre/Scranton Seasonal: Fort Myers, Key West, Miami, Myrtle Beach, Nantucket, Traverse City |
| Vacation Express operated by Swift Air                | Seasonal Charter: Punta Cana[60] |
| Vacation Express operated by VivaAerobus              | Seasonal Charter: Cancún |
| Virgin America                                        | Los Angeles, San Francisco |
| Virgin Atlantic                                       | London–Heathrow |
| WOW air                                               | Reykjavík–Keflavík |

Hàng hóa
| Hãng hàng không                             | Điểm đến |
| ------------------------------------------- | --- |
| Cargojet                                    | Bermuda |
| DHL Aviation operated by ABX Air            | Cincinnati |
| FedEx Express                               | Allentown, Atlanta, Boston, Chicago–O'Hare, Cleveland, Detroit, Fort Lauderdale, Indianapolis, Los Angeles, Memphis, Miami, Montréal–Mirabel, Nashville, Paris–Charles de Gaulle, Pittsburgh, Washington–Dulles |
| FedEx Feeder operated by Mountain Air Cargo | Baltimore, Buffalo, Syracuse, Washington–Dulles |
| FedEx Feeder operated by Wiggins Airways    | Albany (NY), Boston, Harrisburg, Plattsburgh, Providence |
| IAG Cargo operated by OpenSkies             | Paris–Orly |
| UPS Airlines                                | Anchorage, Chicago/Rockford, Dallas/Fort Worth, Des Moines, Hartford, London–Stansted, Louisville, Ontario, Tokyo–Narita                                                                                        |

Các tuyến bay nội địa bận rộn nhất với EWR
| STT | Sân bay                         | Hành khách | Hãng hàng không                    |
| --- | ------------------------------- | ---------- | ---------------------------------- |
| 1   | San Francisco, California       | 950,950    | United, Virgin America             |
| 2   | Orlando, Florida                | 943,390    | JetBlue, Spirit, United            |
| 3   | Los Angeles, California         | 840,350    | United, Virgin America             |
| 4   | Chicago–O'Hare, Illinois        | 720,030    | American, United                   |
| 5   | Fort Lauderdale, Florida        | 656,040    | JetBlue, Southwest, Spirit, United |
| 6   | Atlanta, Georgia                | 619,870    | Delta, United                      |
| 7   | Houston–Intercontinental, Texas | 526,810    | Spirit, United                     |
| 8   | Boston, Massachusetts           | 523,440    | JetBlue, United                    |
| 9   | Charlotte, North Carolina       | 505,640    | American, United                   |
| 10  | Denver, Colorado                | 475,240    | Southwest, United                  |

| STT | Sân bay                   | Hành khách | Annual Change | Hãng hàng không                                     |
| --- | ------------------------- | ---------- | ------------- | --------------------------------------------------- |
| 1   | London (Heathrow)         | 917,473    | 5.8%          | Air India, British Airways, United, Virgin Atlantic |
| 2   | Tel Aviv (Ben Gurion)     | 507,378    | 1.8%          | El Al, United                                       |
| 3   | Toronto (Pearson)         | 439,922    | 3.2%          | Air Canada, United                                  |
| 4   | Toronto (Billy Bishop)    | 406,084    | 4.3%          | Porter Airlines                                     |
| 5   | Cancún                    | 398,001    | 17.9%         | United, Volaris                                     |
| 6   | Frankfurt                 | 376,111    | 1.7%          | Lufthansa, United                                   |
| 7   | Paris (Charles de Gaulle) | 359,748    | 1.4%          | Delta, La Compagnie, United                         |
| 8   | Mumbai                    | 357,892    | 1.5%          | Air India, United                                   |
| 9   | Hong Kong                 | 349,769    | 0.9%          | Cathay Pacific, United                              |
| 10  | Munich                    | 287,508    | 6.1%          | Lufthansa, United                                   |
| 11  | Beijing (Capital)         | 267,896    | 51.0%         | Air China, United                                   |
| 12  | Zürich                    | 248,026    | 2.9%          | Swiss, United                                       |
| 13  | Copenhagen                | 241,390    | 25.3%         | Scandinavian                                        |
| 14  | Lisbon                    | 240,892    | 2.4%          | TAP Portugal, United                                |
| 15  | Amsterdam                 | 238,928    | 8.4%          | Delta, United                                       |
| 16  | Punta Cana                | 233,210    | 8.3%          | United                                              |
| 17  | Nassau                    | 221,325    | 27.3%         | United                                              |
| 18  | Dublin                    | 214,429    | 49.9%         | Aer Lingus, United                                  |
| 19  | St. Thomas                | 203,464    | 4.5%          | United                                              |
| 20  | Stockholm (Arlanda)       | 201,497    | 9.6%          | Scandinavian, United                                |

| STT | Hãng hàng không               | Hành khách |
| --- | ----------------------------- | ---------- |
| 1   | United Airlines               | 28,360,814 |
| 2   | American Airlines1            | 2,418,113  |
| 3   | JetBlue                       | 2,056,149  |
| 4   | Delta Airlines                | 1,852,525  |
| 5   | Southwest Airlines            | 1,402,124  |
| 6   | Air Canada                    | 631,761    |
| 7   | Virgin America                | 604,015    |
| 8   | Lufthansa                     | 545,923    |
| 9   | Scandinavian Airlines         | 535,614    |
| 10  | Spirit Airlines               | 438,389    |
| 11  | Porter Airlines               | 397,909    |
| 12  | Alaska Airlines               | 354,465    |
| 13  | British Airways               | 267,304    |
| 14  | Air India                     | 248,565    |
| 15  | TAP Portugal                  | 187,735    |
| 16  | Cathay Pacific                | 186,623    |
| 17  | El Al                         | 165,751    |
| 18  | Virgin Atlantic               | 153,081    |
| 19  | Swiss International Air Lines | 139,076    |